# Nils Hellsten (gymnastique)
Pour les articles homonymes, voir Nils Hellsten.
Nils Robert Hellsten, né le 7 octobre 1885 à Stockholm et mort le 14 novembre 1963 à Stockholm, est un gymnaste suédois.
Lors des Jeux olympiques d'été de 1908 à Londres, il remporte une médaille d'or au concours par équipes.